# Peter Anthony Inge
Peter Anthony Inge (Croydon, 5 agosto 1935 – 20 luglio 2022) è stato un generale britannico, capo di stato maggiore dell'esercito dal 1992 al 1993 e della difesa dal 1994 al 1997.

## Biografia
Peter Anthony Inge è nato a Croydon il 5 agosto 1935 ed è figlio di Sir Costantine Inge, VI baronetto Inge (1887-1968) e della principessa Fyodora Sviatopolk-Mirskii (1911-1985), figlia del principe russo Pyotr Dmitrievich Sviatopolk-Mirskii e sorellastra dello scrittore D.S. Mirskii. La famiglia Inge apparteneva da secoli alla classe militare britannica: il padre era stato aiutante di campo di Edmund Allenby in Palestina durante la prima guerra mondiale ed aveva combattuto con il generale Miller in Carelia, raggiungendo successivamente il grado di brigadier generale durante la seconda guerra mondiale in Birmania. Il nonno Peter Inge, V baronetto Inge (1852-1906) aveva combattuto contro gli Zulù e i Boeri in Sudafrica e sotto Horatio Herbert Kitchener in Sudan, raggiungendo il grado di colonnello.
È stato educato al Wrekin College e alla Royal Military Academy Sandhurst. Il 27 luglio 1956 è stato commissionato nel primo battaglione delle Green Howards di Sandhurst come tenente. Il 27 luglio 1958 è stato promosso tenente e ha prestato servizio con il 1º battaglione a Hong Kong e in Germania. È stato schierato in servizio operativo in Malaysia durante l'emergenza malese. Nominato aiutante di campo al comando generale della 4ª divisione nel 1960, è stato promosso capitano il 27 luglio 1962. Nel 1963 è diventato aiutante del 1º battaglione Green Howards.
Dopo aver lavorato brevemente nel Ministero della difesa ed essere stato promosso a maggiore il 31 dicembre 1967, è tornato al battaglione come comandante di una compagnia nel 1969 ed è stato schierato nell'Irlanda del Nord. Ha servito come brigadiere maggiore nell'11ª brigata corazzata dall'agosto del 1971 fino a quando è stato promosso tenente colonnello il 31 dicembre 1972. Nel 1973 è diventato istruttore presso lo Staff College di Camberley. Nel 1974 è stato nominato ufficiale comandante del 1º battaglione Green Howards. Promosso a colonnello, il 31 dicembre 1976, dall'anno successivo ha comandato la divisione junior del collegio del personale. Il 31 dicembre 1979 è stato promosso a brigadiere e ha comandato la task force C della British Army nel Reno dal 1980. Dal 1982 è stato capo di stato maggiore del I corpo d'armata. È quindi tornato in patria per assumere l'incarico di ufficiale generale comandante del distretto nordorientale e comandante 2ª divisione di fanteria con base a York dal 12 gennaio 1984 con il grado sostanziale di maggior generale. Nel 1986 è stato nominato direttore generale dell'ufficio per le politiche di logistica della British Army presso il Ministero della difesa.
L'8 agosto 1987 è stato promosso a tenente generale ed è divenuto ufficiale comandante generale del primo corpo britannico. Nel dicembre del 1987 è stato nominato cavaliere commendatore dell'Ordine del Bagno. Ha rinunciato all'incarico il 2 ottobre 1989. Il 27 novembre 1989 è diventato comandante del gruppo di armate nord della NATO e comandante in capo della British Army of the Rhine con il grado di generale locale. La promozione a generale è stata resa sostanziale il 3 gennaio 1990.
Il 21 febbraio 1991 è stato nominato aiutante di campo generale. Nel giugno dell'anno successivo è stato promosso a cavaliere di gran croce dell'Ordine del Bagno. Nel febbraio del 1992 è stato nominato capo di stato maggiore del British Army (Chief of the General Staff) e il 15 marzo 1994 è stato promosso al grado di maresciallo di campo e nominato Capo di stato maggiore della difesa del Regno Unito. In questo ruolo ha fornito consulenza militare al governo britannico sulla condotta della guerra in Bosnia ed Erzegovina fino al suo ritiro nel 1997.
Dal 1996 al 2001 è stato conestabile della Torre di Londra. È stato anche colonnello delle Green Howards nel 1982, colonnello comandante della Royal Military Police dal 1987 e colonnello comandante dell'Army Physical Training Corps nel 1988.
Dopo il suo ritiro è stato creato pari di vita con il titolo di barone Inge, di Richmond, nella contea del North Yorkshire. Dal 2004 fa parte del Consiglio privato di sua maestà. Il 23 aprile 2001 è stato nominato cavaliere dell'Ordine della Giarrettiera. Durante il conflitto in Iraq insieme a Robin Butler, barone Butler di Blackwood, ha fatto parte di una commissione d'inchiesta per indagare sulle false notizie di intelligence circa il possesso da parte dell'Iraq di Saddam Hussein di armi di distruzione di massa. L'inchiesta ha stabilito che le informazioni di intelligence usate per dichiarare il possesso da parte dell'Iraq di armi di distruzione di massa era difettosa. Si è ritirato dalla Camera dei lord il 25 aprile 2016.
È stato presidente della Pilgrims Society di Gran Bretagna.
In pensione è diventato direttore non esecutivo di Racal Electronics plc, commissario del Royal Hospital Chelsea, fiduciario degli storici palazzi reali e presidente del fondo benevolo dell'esercito. È membro del comitato consultivo di Aegis Defense Services, una società militare privata con base a Londra della quale in precedenza, fino al febbraio del 2010, è stato presidente del Consiglio di amministrazione.

## Vita personale
Nel 1960 ha sposato Letitia Thornton-Berry. Hanno due figlie.